# Tetraonyx cincta
Tetraonyx cincta es una especie de coleóptero de la familia Meloidae.

## Distribución geográfica
Habita en Perú.